# ライド・ザ・ライトニング
ライド・ザ・ライトニング（Ride the Lightning）は、アメリカのヘヴィメタルバンド・メタリカが1984年に発表したセカンド・アルバム。

## 解説
前作『キル・エム・オール』の流れを引き継ぐような「Trapped Under Ice」「Fight Fire with Fire」のみならず、「Fade to Black」「The Call of Ktulu」では長編で緩急を持たせ、広がりをみせている。これは、クリフ・バートンとカーク・ハメットが積極的に曲作りに関るようになってからだという。なお、「Ride the Lightning」と「The Call of Ktulu」は、元々デイヴ・ムステインが在籍していた頃の楽曲であり、デイヴも作曲に携わっていた楽曲であった。
レコーディングは、ラーズ・ウルリッヒの故郷であるデンマーク・コペンハーゲンにあるスウィート・サイレンス・スタジオにて行われた。このスタジオを選んだ理由は、料金が安かったことと、そこでレインボーのアルバム『アイ・サレンダー』が制作されたことである。隣には、メンバー達が以前からファンであったマーシフル・フェイトのリハーサル部屋があり、レコーディングが完了するとその彼らの元へ向かい、本作から数曲を披露、その後にギタリストのマイケル・デナーがカークに近寄り、「『For Whom the Bell Tolls』を聴く前はマーシフル・フェイトが一番ヘヴィなバンドだと思っていた。でも今やメタリカが一番ヘヴィなバンドだ」と称した。以来、両バンドは親しくなったという。
タイトルの『ライド・ザ・ライトニング』とは、カークが読んでいた、スティーヴン・キングの小説『ザ・スタンド』の中で、死刑囚監房にいた男が「稲妻に乗る（ride the lightning）」という一節に由来。
全米でミリオン・ヒットとなり、プラチナディスクに認定された。

## 収録曲
1. ファイト・ファイヤー・ウィズ・ファイヤー - Fight Fire with Fire (4:45)
後の『メタル・マスター』の収録曲「Battery」同様、静かなアコースティックギターのイントロから突如としてアグレッシヴな演奏に切り替わる。
歌詞は、当時のアフガニスタン紛争やイラン・イラク戦争などの核戦争を皮肉っている。
レッド・ホット・チリ・ペッパーズのフリーは、当時のラジオから流れたこの曲に衝撃を受けたと語っており、2008年にメタリカのロサンゼルス公演にサプライズ出演した際には、この曲でセッションした。
2. ライド・ザ・ライトニング – Ride the Lightning (6:37)
今作のタイトル・ナンバー。電気椅子にかけられている主人公を描いている。
3. フォー・フーム・ザ・ベル・トールズ - For Whom the Bell Tolls (5:10)
アーネスト・ヘミングウェイの同名の原題である小説『誰がために鐘は鳴る』からインスパイアされた楽曲。スペイン内戦を舞台とする作中で、5人の兵士が空爆によって丘で命を落とす場面を描いている。
アメリカのプロレス団体・WWE所属のトリプルHが2010年3月28日に行われたレッスルマニアXXVIで入場曲として使用[1]。
4. フェイド・トゥ・ブラック - Fade to Black (6:57)
自殺願望ともとれる内容だが、実際はボストンで機材が盗まれた時の心境を綴っている。その中のマーシャルの代わりとなるアンプを探しに、2大陸を周ったという。
ジェイソン・ニューステッドが、メタリカを脱退する最後のステージで披露したラスト・ナンバーでもある。ジェイソン曰く、「この曲が最後にぴったりだと思った」。
5. トラップド・アンダー・アイス - Trapped Under Ice (4:04)
6. エスケイプ - Escape (4:24)
7. クリーピング・デス - Creeping Death (6:36)
旧約聖書の『出エジプト記』をモチーフにしている。
8. ザ・コール・オブ・クトゥルフ - The Call of Ktulu (8:54)
インストゥルメンタル。
クトゥルフ神話などに登場する架空の神性、及び宇宙生物、クトゥルフがモチーフ。

## 演奏メンバー
- ジェイムズ・ヘットフィールド - ヴォーカル、リズムギター
- カーク・ハメット - リードギター
- クリフ・バートン - ベース
- ラーズ・ウルリッヒ - ドラムス